# كأس النرويج 1975
كأس النرويج 1975 (بالنرويجية: Norgesmesterskapet i fotball for menn 1975)‏ هو الموسم 70 من كأس النرويج. أشرف على تنظيمه اتحاد النرويج لكرة القدم، وفاز فيه نادي بودو/غليمت.